# 22e cérémonie des Film Critics Circle of Australia Awards
La 22e cérémonie des Film Critics Circle of Australia Awards (FCCA Awards), décernés par la Film Critics Circle of Australia, a lieu le 11 mars 2014 et récompense les meilleurs films réalisés l'année précédente.

## Palmarès

### Meilleur film
(ex æquo)
- Mystery Road
- The Rocket
  - The Darkside
  - Gatsby le Magnifique (The Great Gatsby)
  - The Railway Man

### Meilleur réalisateur
- Ivan Sen pour Mystery Road
  - Baz Luhrmann pour Gatsby le Magnifique (The Great Gatsby)
  - Kim Mordaunt pour The Rocket
  - Jonathan Teplitzky pour The Railway Man

### Meilleur acteur
- Aaron Pedersen pour le rôle du Détective Jay Swan dans Mystery Road
  - Leonardo DiCaprio pour le rôle de Gatsby dans Gatsby le Magnifique (The Great Gatsby)
  - Colin Firth pour le rôle d'Eric Lomax dans The Railway Man
  - Sam Worthington pour le rôle de J. B. dans Drift

### Meilleure actrice
- Naomi Watts pour le rôle de Lil dans Perfect Mothers (Adoration)
  - Nicole Kidman pour le rôle de Patricia Wallace dans The Railway Man
  - Laura Michelle Kelly pour le rôle d'Elspeth Dickens dans Goddess
  - Tasma Walton pour le rôle de Mary Swan dans Mystery Road

### Meilleur acteur dans un second rôle
(ex æquo)
- Joel Edgerton pour le rôle de dans Gatsby le Magnifique (The Great Gatsby)
- Hugo Weaving pour le rôle de dans Mystery Road
  - Tony Barry pour le rôle de dans Mystery Road
  - Hugo Weaving pour le rôle de Bob Lang dans The Turning

### Meilleure actrice dans un second rôle
- Rose Byrne pour le rôle de Rae dans The Turning
  - Elizabeth Debicki pour le rôle de Jordan Baker dans Gatsby le Magnifique (The Great Gatsby)
  - Isla Fisher pour le rôle de Myrtle Wilson dans Gatsby le Magnifique (The Great Gatsby)
  - Magda Szubanski pour le rôle de Cassandra Wolfe dans Goddess

### Meilleur espoir
- Sitthiphon Disamoe pour le rôle d'Ahlo dans The Rocket
  - Loungnam Kaosainam pour le rôle de Kia dans The Rocket
  - Joseph Pedley pour le rôle de Kalmain dans Satellite Boy
  - Cameron Wallaby pour le rôle de Pete dans Satellite Boy

### Meilleur scénario
- The Railway Man – Frank Cottrell Boyce et Andy Paterson
  - The Rocket – Kim Mordaunt
  - Mystery Road – Ivan Sen
  - The Darkside – Warwick Thornton

### Meilleure photographie
- Gatsby le Magnifique (The Great Gatsby) – Simon Duggan
  - Drift – Geoffrey Hall
  - The Rocket – Andrew Commis
  - Mystery Road – Ivan Sen

### Meilleur montage
- Gatsby le Magnifique (The Great Gatsby) – Matt Villa, Jason Ballantine et Jonathan Redmond
  - The Railway Man – Martin Connor
  - The Rocket – Nick Meyers
  - Mystery Road – Ivan Sen

### Meilleur décor
- Gatsby le Magnifique (The Great Gatsby) – Catherine Martin
  - Goddess – Annie Beauchamp
  - The Railway Man – Steven Jones-Evans
  - Mystery Road – Matthew Putland

### Meilleure musique de film
- The Rocket – Caitlin Yeo
  - Gatsby le Magnifique (The Great Gatsby) – Craig Armstrong
  - Goddess – Bryony Marks
  - Mystery Road – Ivan Sen

### Meilleur film documentaire
- Persons of Interest – Haydn Keenan
  - Blush of Fruit – Jakeb Anvhu
  - The Darkside – Warwick Thornton
  - Fallout – Lawrence Johnston
  - In Bob We Trust – Lynn-Maree Miilburn

### Special Achievement Award
- Tony Barry (Pour son extraordinaire contribution à l'industrie cinématographique australienne.)

## Statistiques

### Nominations multiples
Cinéma
11 : Mystery Road
10 : Gatsby le Magnifique
8 : The Rocket
7 : The Railway Man
4 : Goddess
3 : The Darkside
2 : The Turning, Satellite Boy, Drift
Personnalités
5 : Ivan Sen
2 : Hugo Weaving, Kim Mordaunt, Warwick Thornton

### Récompenses multiples
Légende : Nombre de récompenses/Nombre de nominations
Cinéma
4 / 10 : Gatsby le Magnifique
4 / 11 : Mystery Road
3 / 8 : The Rocket
Personnalités
Aucune

### Les grands perdants
Cinéma
1 / 7 : The Railway Man
0 / 4 : Goddess
Personnalité
1 / 5 : Ivan Sen